# Revoluția Maghiară din 1848
Revoluția Maghiară din 1848 a fost un eveniment important al istoriei Ungariei din epoca modernă, considerat ca unul din fundamentele identității naționale a poporului maghiar. Prin reformele sociale adoptate, a fost punctul de pornire al transformărilor burghezo-democratice din societatea maghiară; prin luptele sale de autoapărare a devenit parte a mitologiei naționale. Revoluția Maghiară de la 1848 a fost parte organică a valului revoluționar din acel an, având legătură cu alte revoluții din Europa și revoluții din Imperiul Austriac, fiind singura dintre acestea care a evoluat spre direcția opoziției militare de succes. Importanța puterii revoluționare e demonstrată și prin faptul că ea nu a putut fi înăbușită decât prin intervenția militară a Rusiei. Practic, evenimentele revoluționare și războiul revoluționar din anii 1848-49 reprezintă unul din cele mai importante conflicte militare din istoria maghiară.
Mulți din liderii și participanții săi, incluzându-i pe Lajos Kossuth, István Széchenyi, Sándor Petőfi, József Bem, fac parte din cele mai respectate personalități din Istoria Ungariei, și aniversarea izbucnirii revoluției, 15 martie, este una din cele trei sărbători naționale maghiare.

## Evenimentele care au dus la revoluție
Dieta maghiară s-a întrunit în 1825 pentru a se ocupa de problemele financiare. În Dietă a apărut un partid liberal, care reprezenta interesele micii nobilimi, sub conducerea lui Lajos Kossuth.

## Revoluția
Revoluția a început pe 15 martie 1848, cu evenimente sângeroase în Pesta și Buda (demonstrații în masă care l-au forțat pe guvernatorul imperial să accepte toate cele cele 12 puncte ale Revoluției Maghiare), urmate de diverse răscoale în țară, care au permis reformiștilor maghiari să formeze noul guvern condus de primul ministru Lajos Batthyány. Acesta a adoptat o serie de reforme, cunoscute sub numele de Legile din Aprilie, care au creat un sistem politic democratic în Ungaria.

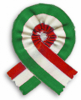
Cocarda maghiară folosită în 1848

În vara anului 1848, conștienți de pericolul unui război civil, miniștrii guvernului maghiar au încercat să obțină susținere hasburgică împotriva  mareșalului austriac de etnie croată Josip Jelačić, promițând să trimită trupe în nordul Italiei. La sfârșitul lunii august, guvernul imperial din Viena a ordonat guvernului maghiar să organizeze armata. Jelačić a folosit armata habsburgică împotriva Dietei maghiare fără niciun ordin oficial.
Cu război pe trei fronturi (împotriva trupelor croate ale lui Jelačić, în Banat, și în Transilvania), radicalii maghiari din Pesta au văzut războiul ca o oportunitate. Parlamentul a cedat în fața lor în septembrie, nedorind manifestații violente.
Din cauza revoluției din Viena, austriecii au acceptat la început guvernul maghiar. Totuși, după ce revoluția austriacă a fost înfrântă și Franz Joseph I l-a înlocuit pe tronul Austriei pe unchiul său Ferdinand I al Austriei, care era handicapat mintal, el nu a mai recunoscut guvernul maghiar. Ruptura finală între Viena și Pesta a avut loc când mareșalului Lamberg i-a fost dat controlul întregii armate a Ungariei. Câteva zile mai târziu Lamberg a fost atacat și ucis la sosirea în Pesta de către o mulțime revoluționară, la care, drept răspuns, Curtea Imperială a ordonat dizolvarea guvernului maghiar, ca incapabil să păstreze ordinea publică.
Acesta a fost punctul de ruptură și începutul războiului între revoluționarii din Ungaria și trupele imperiale austriece, la comanda cărora a fost numit feldmareșalul Josip Jelačić (în locul generalului Franz Lamberg, care fusese asasinat).
Armata maghiară a reușit, până în primăvara anului 1849, să aibă sub control tot Ardealul, cu excepția cetăților  Alba Iulia și Deva și a centrului Munților Apuseni.
La sfârșitul lui 1848, Armata Imperială Rusă deja se afla în Țara Românească, aceasta ocupând Bucureștiul ca urmare a Revoluției Pașoptiste din aceasta. În primăvara lui 1849, la cererea guvernului din Viena, trupele rusești vor trece Carpații Meridionali, de unde vor interveni împotriva revoluționarilor unguri, punând capăt revoluției.

## Cele 12 puncte ale revoluției

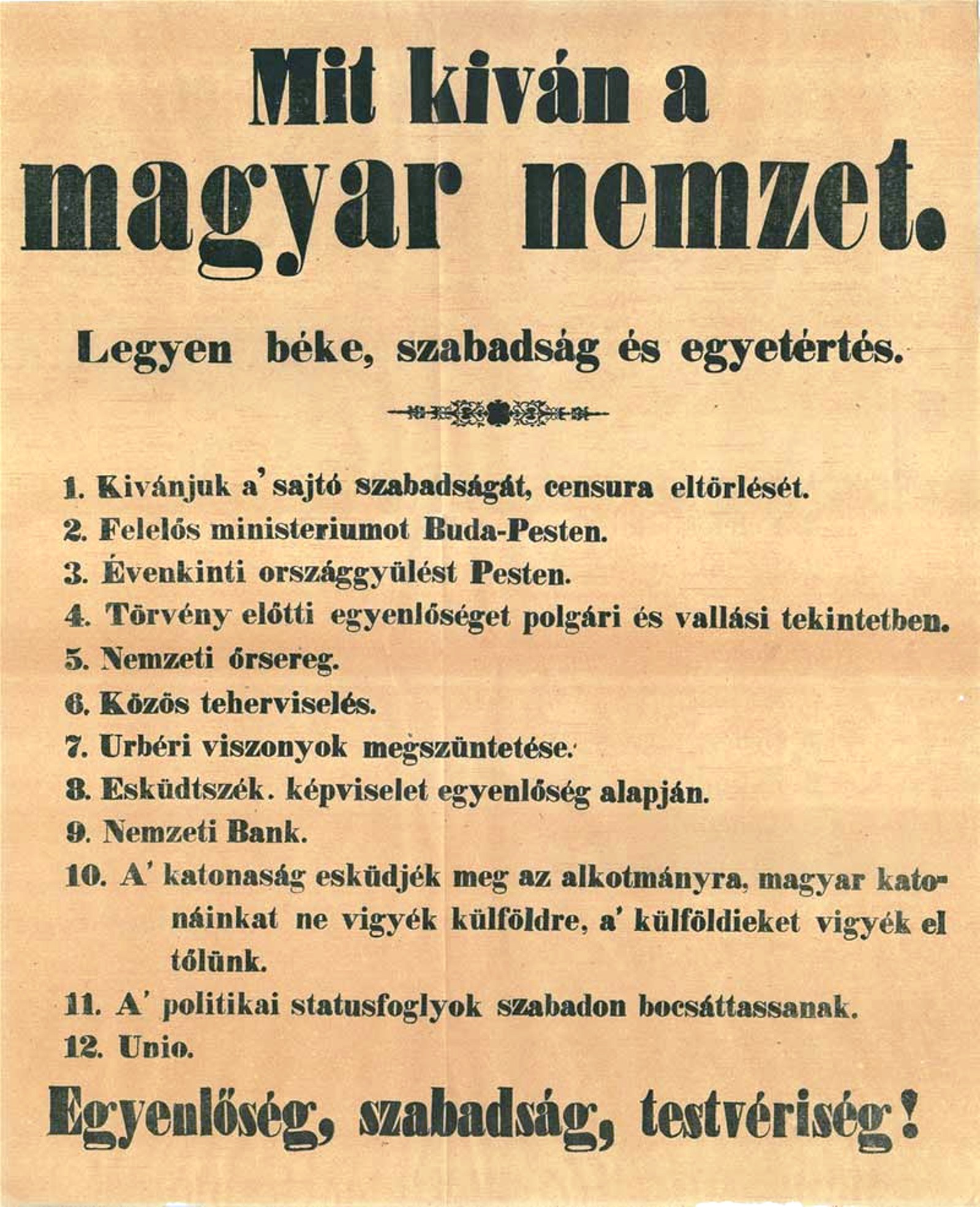
Exemplar tipărit al celor 12 puncte.

Ce dorește națiunea maghiară
 Să fie pace, libertate și înțelegere
 1. Dorim libertatea presei, desființarea cenzurii
2. Guvern independent în Buda-Pesta
3. Adunare Națională anuală la Pesta.
4. Egalitate în fața legii în chestiunile civile și religioase.
5. Gardă națională.
6. Plata dărilor de toți deopotrivă.
7. Desființarea iobăgiei.
8. Curte cu juri, pe baza egalei reprezentativități.
 9. Bancă Națională.
 10. Armata să depună jurământul pe Constituție, militarii maghiari să nu fie duși în afara țării, militarii străini să părăsească țara.
11. Deținuții politici de stat să fie eliberați.
12. Uniune.
Egalitate, libertate, fraternitate!

## Bătălii ale Revoluției Maghiare din 1848
- Bătălia de la Pákozd, 29 septembrie 1848
- Bătălia de la Schwechat, 30 octombrie 1848
- Bătălia de la Mór, 30 decembrie 1848
- Bătălia de la Kápolna, 26 și 27 februarie 1849
- Bătălia de la Komarno, 26 aprilie, 2 iulie și 11 iulie 1849[8]
- Bătălia de la Sighișoara, 31 iulie 1849
- Bătălia de la Szőreg, 5 august 1849
- Bătălia de la Timișoara, 9 august 1849

## Revoluționari notabili
- Lajos Batthyány
- Józef Bem
- Henryk Dembiński
- Artúr Görgey
- Lajos Kossuth
- Sándor Petőfi
- István Széchenyi
- Józef Wysocki

## Vezi și
- Revolta slovacă (1848-1849)
- Revoluția de la 1848 în Transilvania